# Richard Savage
Richard Savage (Londra, 1697 circa – Bristol, 1º agosto 1743) è stato un poeta inglese.
La sua personalità è meglio ricordata per il modo in cui la descrisse Samuel Johnson nella biografia Vita di Richard Savage. Questa biografia, pubblicata anonima nel 1744, venne poi rielaborata ed inserita da Johnson in Vite dei più insigni poeti inglesi.

## Biografia
La parentela di Savage, anche se argomento di alcune dispute, è fondamentale per la sua leggenda. Oltre alla biografia scritta da Johnson, vi è una romantica descrizione delle origini e dei primi anni di Savage, contenente notizie fornite dallo stesso poeta, pubblicata nel Poetical Register di Edmund Curll nel 1719.
Nel 1698 Charles Gerard, 2º Conte di Macclesfield, ottenne il divorzio da sua moglie Anna, figlia di Sir Richard Mason, che poco dopo sposò il Colonnello Henry Brett.; questo divorzio fu ottenuto con legge del Parlamento, il primo caso in cui il divorzio veniva concesso senza un precedente decreto di un tribunale ecclesiastico. Lady Macclesfield ebbe due figli dalla relazione con Richard Savage, 4º Conte Rivers, il secondo dei quali nacque a Fox Court, Holborn, il 16 gennaio 1697, e venne battezzato due giorni dopo con il nome Richard Smith. Sei mesi dopo il bambino fu consegnato ad Anne Portlock a Covent Garden; nulla di più preciso si conosce di lui.
Nel 1718, Richard Savage sostenne di essere stato quel bambino. Egli dichiarò di essere stato cresciuto da Lady Mason, sua nonna materna, che lo aveva mandato a scuola vicino a St. Albans, e da una certa signora Lloyd, sua madrina. Egli sostenne di aver subito l'implacabile ostilità di sua madre, la signora Brett, che aveva impedito a Lord Rivers di lasciargli £6000 e che cercò addirittura di farlo rapire e mandare nelle Indie Occidentali. Le sue dichiarazioni non vennero corroborate dalle deposizioni dei testimoni nella causa di divorzio della Macclesfield e la signora Brett sostenne sempre che era un impostore. Savage si sbagliava circa la data di nascita; inoltre la madrina del figlio di Lady Macclesfield era Dorothea Ousley (poi signora Delgardo) e non la signora Lloyd. Non c'è niente a prova che la signora Brett fosse una donna crudele e vendicativa, anzi ci sono in abbondanza prove che lei ebbe cura dei suoi figli illegittimi. Le contraddizioni nel racconto di Savage insospettirono James Boswell, comunque la questione fu oggetto di ricerca per la prima volta da parte di William Thomas, che pubblico i risultati della sua ricerca nella rivista letteraria trimestrale Notes and Queries (seconda serie, vol. vi., 149, 6 Nov. 1858, p. 361). Clarence Tracy, invece, nella sua originale biografia "The Artificial Bastard" ha dato credito alle affermazioni di Savage. In "Dr. Johnson and Mr. Savage" di Richard Holmes, l'autore, anche se non in completo accordo, sostiene l'opinione di Tracy. Tuttavia, non vi è alcuna prova sostenibile per concludere che Johnson sia stata vittima delle dicerie di Savage.
Savage, impostore o no, ricattò la signora Brett e la sua famiglia con un discreto risultato, perché dopo la pubblicazione di The Bastard (1728), il nipote della Brett, John Brownlow, 1° Visconte Tyrconnel, comprò il silenzio di Savage ospitandolo in casa sua e versandogli una somma di £200 all'anno. La prima opera certa di Savage fu una satira contro il vescovo Benjamin Hoadly, intitolata The Convocation, or The Battle of Pamphlets (1717), che in seguito egli cercò di occultare. Adattò da un originale in lingua spagnola la commedia, Love in a Veil (rappresentata nel 1718, pubblicata nel 1719), che gli guadagnò l'amicizia di Sir Richard Steele e di Robert Wilks. Comunque, ben presto litigò con Steele. Nel 1723 interpretò senza successo la parte del protagonista nella sua tragedia, Sir Thomas Overbury (1724), nel 1726 venne pubblicata Miscellaneous Poems . Nel 1727 venne arrestato per l'assassinio di James Sinclair in una lite fra ubriachi, ma sfuggì alla pena capitale grazie all'intercessione della Contessa di Hertford.
Savage fu un ottimo scrittore satirico: in The Author to be Let segnalò molti scandali in cui erano coinvolti molti suoi colleghi. Orgoglioso come era, si dimostrò servile verso Alexander Pope fornendogli meschini pettegolezzi sugli autori attaccati da Pope nella Dunciad. L'opera poetica più significativa di Savage, The Wanderer (1729), rivela l'influsso dell'opera The Seasons di James Thomson, parte della quale era già stata pubblicata. Savage cercò senza successo di ottenere il patrocinio da parte di Robert Walpole e sperò invano di essere nominato Poeta-Laureato. Johnson afferma che Savage ricevette un piccolo aiuto finanziario dalla signora Oldfield, ma pare che non sia vero. Nel 1732 la regina Carolina gli concesse una pensione di £50 l'anno. Nel frattempo aveva litigato con Lord Tyrconnel e alla morte della regina perse tutto. Pope fu tra i suoi amici più fedeli e regolarmente gli passava una piccola gratifica. Dagli altri suoi amici, Savage riuscì ad ottenere del denaro per soddisfare i creditori che lo inseguivano. Savage si recò a Swansea nel Galles, ma non sopportò le condizioni di vita impostagli dai suoi protettori e si trasferì a Bristol dove fu imprigionato per i debiti. Tutti i suoi amici avevano ormai smesso di venirgli in aiuto, ad eccezione di Pope, ma nel 1743 anche lui scrisse a Savage comunicandogli di non poterlo più aiutare.
Richard Savage finì i suoi giorni in prigione il 1º agosto 1743.

## Influenza culturale
La personalità di Savage è ricordata soprattutto per come la descrisse Samuel Johnson nella biografia Vita di Richard Savage. Questa biografia, pubblicata anonima nel 1744, venne poi rielaborata ed inserita da Johnson in Vite dei più insigni poeti inglesi.
Savage è stato il protagonista del romanzo, Richard Savage (1842), di Charles Whitehead, illustrato da John Leech. Il dramma Richard Savage, in quattro atti di James Matthew Barrie e di H. B. Marriott Watson, fu rappresentata in un pomeriggio del 1891 al Criterion Theatre du Londra.